# Duo Fortin-Poirier
Le Duo Fortin-Poirier, formé en 2005, est composé des pianistes québécoises Amélie Fortin et Marie-Christine Poirier.
Le duo se spécialise dans la musique de piano à quatre mains et se produit régulièrement en concert au Canada, aux États-Unis et au Mexique.

## Discographie
- 2022 :  Nuit blanche[4]
- 2017 :  Mémoires[1]
- 2013 :  Vingt doigts et un piano[1]

## Commandes d'œuvres
Le duo a fait plusieurs commandes d'œuvres à des compositrices québécoises.
- Entre la veille et le sommeil de la compositrice Maggie Ayotte[5], que l'on retrouve sur Nuit blanche. (2022)
- Chroniques d'une coupe à blanc de la compositrice Vanessa Marcoux[6], que l'on retrouve sur Mémoires (2015)

## Récompenses
- Nomination du concert Nuit Blanche - Prix Opus, catégorie Répertoires Multiples (2023)[7]
- CBC - 22 favourite Canadian classical albums of 2022, pour l'album Nuit blanche (2022)[4]
- Double nomination du concert Mémoires, Prix Opus, catégories Répertoires Multiples et Concert de l’année (2018)[8]
- 2e prix en deux pianos au Concours International de Piano de Rome (2013)[9]
- Finaliste au Concours International Liszt 200 (2011)[9]
- Mention Spéciale pour l’interprétation des Gazebo Dances de Corigliano au Concours Grieg d’Oslo (2010)[9]
- 1re place à la finale nationale du Concours de Musique du Canada (2009)[9]
- 1er prix de musique de chambre au Festival de Musique du Royaume (2008)[9]
- 1er prix de musique de chambre Concours Clermont-Pépin (2006).